# ایرپلی مکزیکی منطقه‌ای
ایرپلی مکزیکی منطقه‌ای (انگلیسی: Regional Mexican Airplay)، که با نام ترانه‌های مکزیکی منطقه‌ای (انگلیسی: Regional Mexican Songs) نیز شناخته می‌شود، یک جدول موسیقی است که توسط مجلهٔ بیلبورد منتشر می‌شود. این جدول در ۸ اکتبر ۱۹۹۴ توسط مجلهٔ بیلبورد تأسیس شد و «دختر توت‌فرنگی» اثر بندا زتا نخستین ترانهٔ شماره یک آن بود. این جدول عمدتاً بر سبک‌های موسیقی منشأ گرفته از مکزیک از جمله ماریاچی، نورتنیو، باندا و دورانگوئنس و نیز جامعهٔ مکزیکی-آمریکایی‌ها در ایالات متحده مانند تجانو تمرکز دارد. این ژانرها در مجموع زیر چتر موسیقی لاتین و تحت عنوان «مکزیکی منطقه ای» شناخته می‌شوند. این جدول تنها میزبان تک‌آهنگ یا قطعه‌ها است و مانند اکثر جدول‌های بیلبورد، مبتنی میزان ایرپلی ترانه‌ها است. این جدول رادیویی با استفاده از اطلاعات ردیابی‌شده توسط سامانه‌های داده‌های پخش نیلسن (BDS)، که ایستگاه‌های رادیویی را در بیش از ۱۴۰ بازار در سراسر ایالات متحده به‌صورت الکترونیک تحت نظارت دارد، گردآوری می‌شود. مخاطبان، داده‌های سامانه‌های داده‌های پخش با ارجاع متقابل را با اطلاعات شنوندگان، که توسط سامانهٔ رتبه‌بندی آربیترون گردآوری شده‌است، رتبه‌بندی می‌کنند تا تعداد تقریبی برداشت‌های مخاطبان برای پخش‌های ترانه در هر روز را تعیین کند. ترانهٔ شماره یک فعلی این جدول، «آلاسکا» اثر کامیلو است.

## سوابق

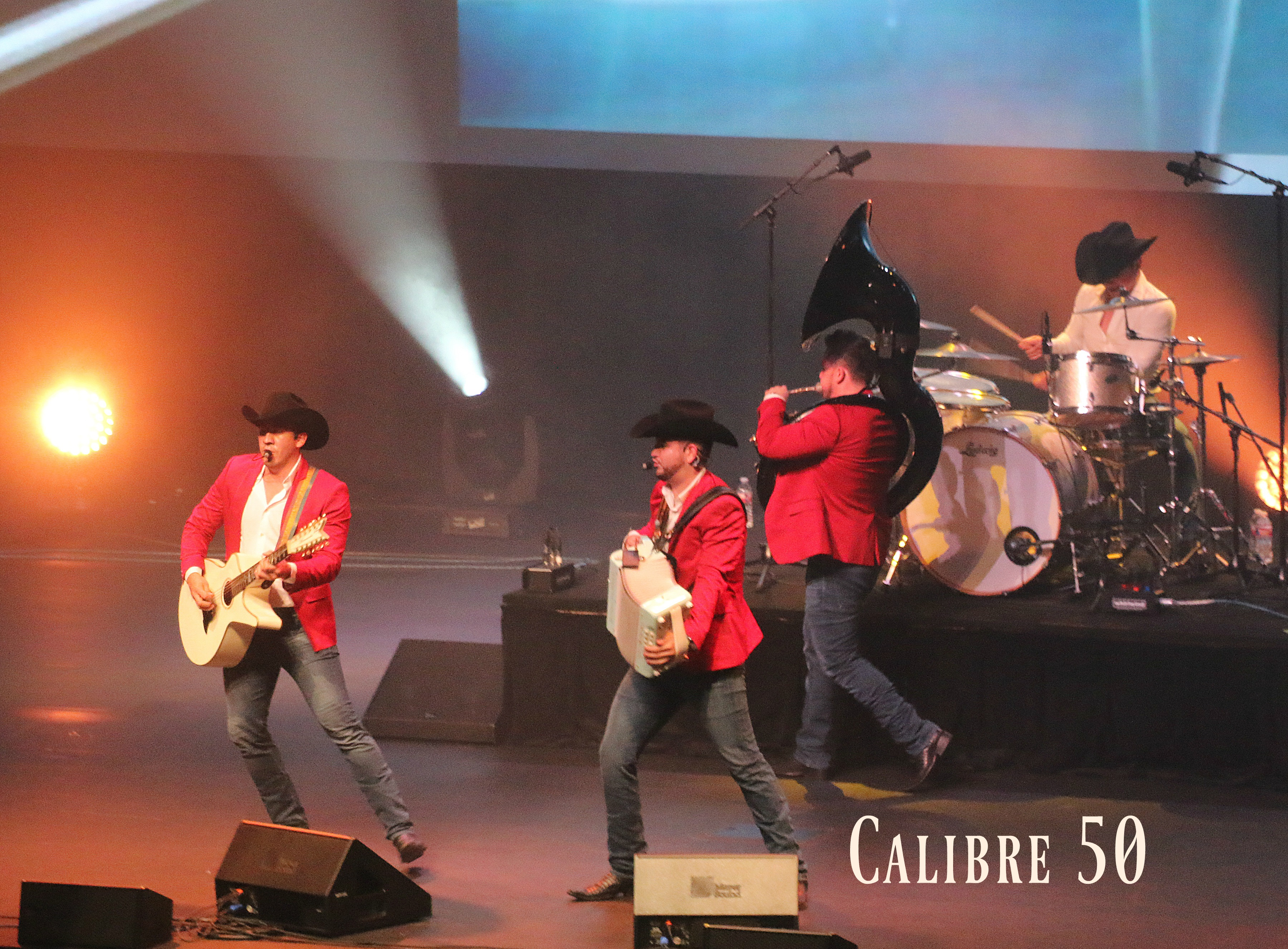
کالیبر ۵۰ با ۲۲ ترانه، دارای بیشترین ترانهٔ شماره یک در این جدول است

### هنرمندان دارای بیشترین حضور در شماره یک
| تعداد تک‌آهنگ‌ها | هنرمند                      | تک‌آهنگ با طولانی‌ترین حضور در جایگاه نخست                           | منبع   |
| -------------- | --------------------------- | ------------------------------------------------------------------ | ------ |
| ۲۲             | کالیبر ۵۰                   | «با تو» (۲۰۱۵) – ۱۰ هفته                                           | [ ۴ ]  |
| ۱۸             | باندا ال رکودو              | «می‌دونم یادت می‌مونه» (۲۰۰۰) – ۱۹ هفته                              | [ ۵ ]  |
| ۱۷             | اینتاکبل                    | «رؤیا» (۲۰۰۲) – ۱۳ هفته                                            | [ ۶ ]  |
| ۱۷             | لا آرولادورا باندا ال لیمون | «تماس قبلی» (۲۰۱۲) – ۱۹ هفته                                       | [ ۷ ]  |
| ۱۶             | کانجونتو پریماورا           | «باید بهت بگم» (۱۹۹۹) – ۲۱ هفته                                    | [ ۸ ]  |
| ۱۶             | لوس تایگرز دل نورته         | «سیرک» (۱۹۹۶) – ۱۰ هفته                                            | [ ۹ ]  |
| ۱۴             | کریستیان نودال              | «خداحافظ عشق من» (۲۰۱۷)، از بوسه‌هایی که به تو دادم (۲۰۱۹) – ۷ هفته | [ ۱۰ ] |

### هنرمندان دارای بیشترین حضور در ۱۰ ترانه برتر
| مجموع | هنرمند                      | منبع   |
| ----- | --------------------------- | ------ |
| ۴۵    | لوس تایگرز دل نورته         | [ ۹ ]  |
| ۴۴    | باندا ال رکودو              | [ ۵ ]  |
| ۴۳    | اینتاکبل                    | [ ۶ ]  |
| ۳۶    | لوس توکانس د تیجوانا        | [ ۱۱ ] |
| ۳۵    | لا آرولادورا باندا ال لیمون | [ ۷ ]  |
| ۳۱    | کالیبر ۵۰                   | [ ۱۲ ] |
| ۲۸    | کانجونتو پریماورا           | [ ۱۳ ] |
| ۲۰    | لوس هوراکانس دل نورته       | [ ۱۴ ] |
| ۱۷    | کریستیان نودال              | [ ۱۰ ] |

### عمومی
- "Regional Mexican Songs chart". Billboard. Retrieved November 5, 2018..

### اختصاصی
1. ↑  "Regional Mexican Airplay: October 8, 1994". Billboard. Retrieved December 9, 2019.
2. ↑  "Billboard Methodology". Billboard. Nielsen Business Media, Inc. Archived from the original on 2008-07-31. Retrieved 2009-01-10.
3. ↑  "Top Regional Mexican Airplay song of the week". Billboard. November 12, 2022. Retrieved November 8, 2022.
4. ↑  "Calibre 50 Chart History: Regional Mexican Airplay". Billboard. Retrieved June 14, 2022.
5. 1 2  "Banda El Recodo De Cruz Lizárraga Chart History". Billboard. Retrieved August 30, 2022.
6. 1 2  "Intocable Chart History: Regional Mexican Airplay". Billboard. Retrieved July 12, 2022.
7. 1 2  "La Arrolladora Banda el Limón de René Camacho Chart History". Billboard. Retrieved September 20, 2021.
8. ↑  "Conjunto Primavera Chart History: Regional Mexican Airplay". Billboard. Retrieved January 24, 2020.
9. 1 2  "Los Tigres del Norte Chart History". Billboard. Retrieved March 22, 2022.
10. 1 2  "Christian Nodal Chart History". Billboard. Retrieved July 26, 2022.
11. ↑  "Los Tucanes de Tijuana Chart History". Billboard. Retrieved January 24, 2020.
12. ↑  "Calibre 50 Chart History". Billboard. Retrieved June 14, 2022.
13. ↑  "Conjunto Primavera Chart History". Billobard. Retrieved August 27, 2022.
14. ↑  "Los Huracanes del Norte Chart History". Billboard. Retrieved December 21, 2021.